# Roger Dingledine
Roger Dingledine, noto anche con lo pseudonimo di arma (...), è un informatico statunitense noto per essere il cofondatore di The Tor Project, di cui continua ad essere, a febbraio 2017, presidente e direttore di ricerca.

## Biografia
Ha una laurea in matematica ed un dottorato in informatica e ingegneria elettronica, tutti conseguiti al MIT.

## Carriera
È stato Security Philosopher alla Reputation Technologies (una startup che si occupava di facilitare l'e-commerce tra aziende attraverso sistemi di reputazione), componente del team di sicurezza della rete del MIT e sviluppatore per una startup chiamata Integrated Computing Engines (ICE). Ha partecipato, inoltre, ad uno stage estivo alla NSA e ha ricoperto un incarico estivo per la Emory University.
Attualmente è professore invitato alla Drexel University, oltre che proprietario della Moria Research Labs, la sua società di consulenze fondata da lui stesso. Oltre ad essere responsabile del progetto Tor, lo è anche di Free Haven e SEUL. È impegnato anche nel progetto Mixminion..

### The Tor Project
Nel 2002 Dingledine, sotto contratto con lo United States Naval Research Laboratory e Nick Mathewson, si uniscono a Paul Syverson (che lavorava già dal 1995 ad un progetto di onion routing per il USNRL) ed iniziano a sviluppare Tor. Nel 2006 fondarono The Tor Project, l'organizzazione senza scopi di lucro che sviluppa e mantiene il browser Tor (uno strumento open source il cui scopo è rendere anonime le comunicazioni degli utenti che ne fanno uso), oltre ad altri software. A febbraio 2017, Dingledine ne ricopre gli incarichi di presidente e direttore di ricerca.

## Premi e riconoscimenti
Nel 2006 Dingledine è stato nominato uno dei trentacinque Innovators Under 35 dal MIT Technology Review, proprio per il suo lavoro sulle tecnologie di anonimizzazione su internet nel quadro di The Tor Project.
Nel 2012 è inserito nella lista dei 100 pensatori globali stilata da Foreign Policy

## Attenzione dei media
Dingledine in particolare, e Tor in generale, hanno catturato l'attenzione dei media quando nel 2013, in seguito alle rivelazioni di Edward Snowden, è stato svelato come la NSA tentasse di deanonimizzare gli utilizzatori di Tor. L'anno seguente le emittenti radiotelevisive tedesche Norddeutscher Rundfunk e Westdeutscher Rundfunk hanno reso pubblici alcuni dettagli riguardo xKeyscore (un sistema di sorveglianza del traffico internet gestito dalla NSA), mostrando come quest'ultimo monitori le attività dei server Tor. Tra di essi figurava quello mantenuto al MIT dallo stesso Dingledine che, oltre ad essere una directory authority di Tor, amministrava il servizio di posta elettronica MixMinion e ospitava vari giochi ed altri siti.